# Richard D’Oyly Carte

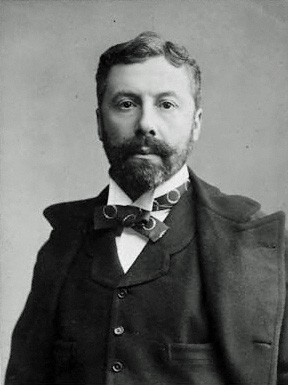
Richard D’Oyly Carte

Richard D’Oyly Carte (* 3. Mai 1844 in London; † 3. April 1901 ebenda) war ein englischer Theateragent, Impresario, Komponist und Hotelbesitzer. Carte erbaute das Savoy Theatre und das Palace Theatre sowie das Savoy Hotel. Seine Operngesellschaft, die D’Oyly Carte Opera Company, blieb hundert Jahre lang ohne Unterbrechung bestehen. Sein Sohn Rupert D’Oyly Carte führte nach ihm die Unternehmungen.

## Leben

### Erste Erfolge an der Opera Comique

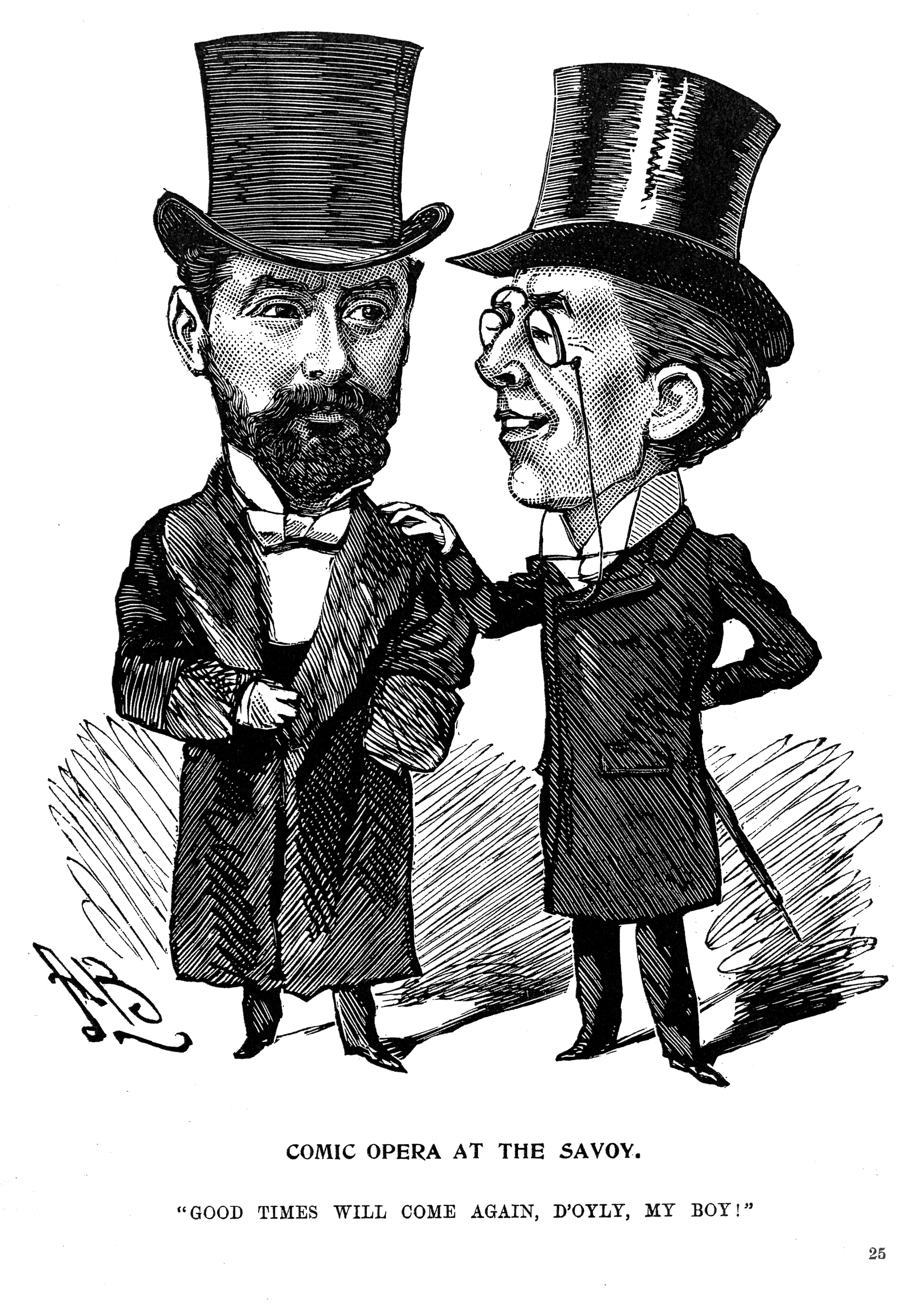
Karikatur von D’Oyly Carte (links) und dem Schauspieler George Grossmith, 1899

Carte begann seine Karriere im Geschäft seines Vaters, einem Musikverlag und Hersteller von Musikinstrumenten. In dieser Zeit komponierte er auch einige Musikstücke und spielte an einigen Laien-Theateraufführungen mit. Ab Ende der 1860er Jahre baute er eine Opern-, Konzert- und Vortragsagentur auf, die am Ende über 200 Kunden zählte, darunter so bekannte Namen wie Charles Gounod, Jacques Offenbach, Adelina Patti oder Clara Schumann.
1874 mietete Carte das Theaterhaus Opera Comique, ein kleines Gebäude unweit des Strand, wo er für eine Brüsseler Operngesellschaft Charles Lecocqes Giroflé-Girofla, sowie eine englische Fassung von Gaston Serpettes La branche cassée präsentierte. Nach dem Ende der Saison beendete er vorläufig seinen Mietvertrag. 1875 wurde Carte unter der Aufsicht seiner Kundin, der Sängerin Selina Dolaro, zum Impresario des Royalty Theatre, wo er Offenbachs La Périchole in das Programm aufnahm. Um die Abende weiter auszufüllen, nahm er Kontakt mit W. S. Gilbert auf, der ihm bereits zwei Jahre zuvor sein Libretto des Einakters Trial by Jury gezeigt hatte. Carte bot Arthur Sullivan an, die Musik zu dieser Operette zu schreiben. Das Stück wurde zum Überraschungserfolg, der noch La Périchole übertraf. Carte sagte später, es sei sein Lebensziel gewesen, in London eine „familienfreundliche komische Oper“ zu etablieren, die im Gegensatz zu den damals vorherrschenden Burlesken und englischen Übersetzungen anzüglicher französischer Operetten stand. Auf einer Tournee des Stücks in Dublin lernte er die schottische Schauspielerin Helen Lenoir kennen, die er 1888 heiratete, drei Jahre nach dem Tod seiner ersten Frau, Blanche Julia Prowse (1853–1885).

### Errichtung der D’Oyly Carte’s Opera Company und desSavoy
1876 fand Carte vier Geldgeber, mit denen er die Comedy-Opera Company gründete. Diese Operngesellschaft sollte sich der Produktion zukünftiger Werke von Gilbert und Sullivan sowie anderer britischer Librettisten und Komponisten widmen. Das erste von der Gesellschaft produzierte Stück war Gilbert und Sullivans Operette The Sorcerer (1877). Dieses Werk erwies sich als erfolgreich, und ein Jahr später fand die Premiere von H.M.S. Pinafore statt, die auf beiden Seiten des Atlantiks zum Publikumsmagneten wurde. Daraufhin überzeugte Carte Gilbert und Sullivan, nach dem Ablauf des Vertrags mit der Comedy-Opera Company eine Teilhaberschaft abzuschließen. Die Gewinne der so gegründeten Mr Richard D’Oyly Carte’s Opera Company wurden zu gleichen Teilen auf die drei Geschäftspartner aufgeteilt.
Um sich die Urheberrechte in den Vereinigten Staaten zu sichern, ließen Carte und die anderen Teilhaber die Uraufführung der nächsten Operette, The Pirates of Penzance, in New York stattfinden. Trotzdem erwies sich die Durchsetzung der Aufführungsrechte in Amerika als schwierig. Die Premiere im April 1881 von Patience, der nächsten Gilbert-und-Sullivan-Operette, fand wieder im Opera Comique statt. Mit den Einkünften aus den Operetten erbaute Carte im selben Jahr das hochmoderne Savoy Theatre, das erste Gebäude weltweit, das ausschließlich elektrisch beleuchtet wurde. Die letzten acht Gilbert-und-Sullivan-Operetten hatten alle ihre Uraufführung am Savoy, sodass sie später als Savoy Operas bezeichnet wurden. Carte beauftragte den Architekten Thomas Edward Collcutt mit der Konzeption des Savoy Hotel. Das 1889 eröffnete Gebäude war das erste Hotel mit elektrischer Beleuchtung und elektrischen Aufzügen. Unter der Leitung von César Ritz in den 1890er Jahren erwirtschaftete das Luxushotel mehr Einkünfte als jedes andere Unternehmen von Carte.
Carte kaufte um 1890 eine Insel in der Themse, die bis dahin Folly Eyot hieß. Sie wurde dann in D’Oyly Carte Island umbenannt. Carte baute das Hauptbauwerk auf der Insel: Eyot House. Das Haus hat einen großen Garten, den er und seine Frau gestalteten. Das Haus wurde von ihm als Wohnhaus genutzt.
Carte wollte es als Erweiterung seines Savoy Hotels nutzen, die mit dem Boot vom Hotel aus zu erreichen war, aber die örtlichen Behörden verweigerten ihm eine Lizenz zum Ausschank von Alkohol. Das Anwesen wurde nach seinem Tod von seiner Witwe verkauft.

### Letzte Jahre

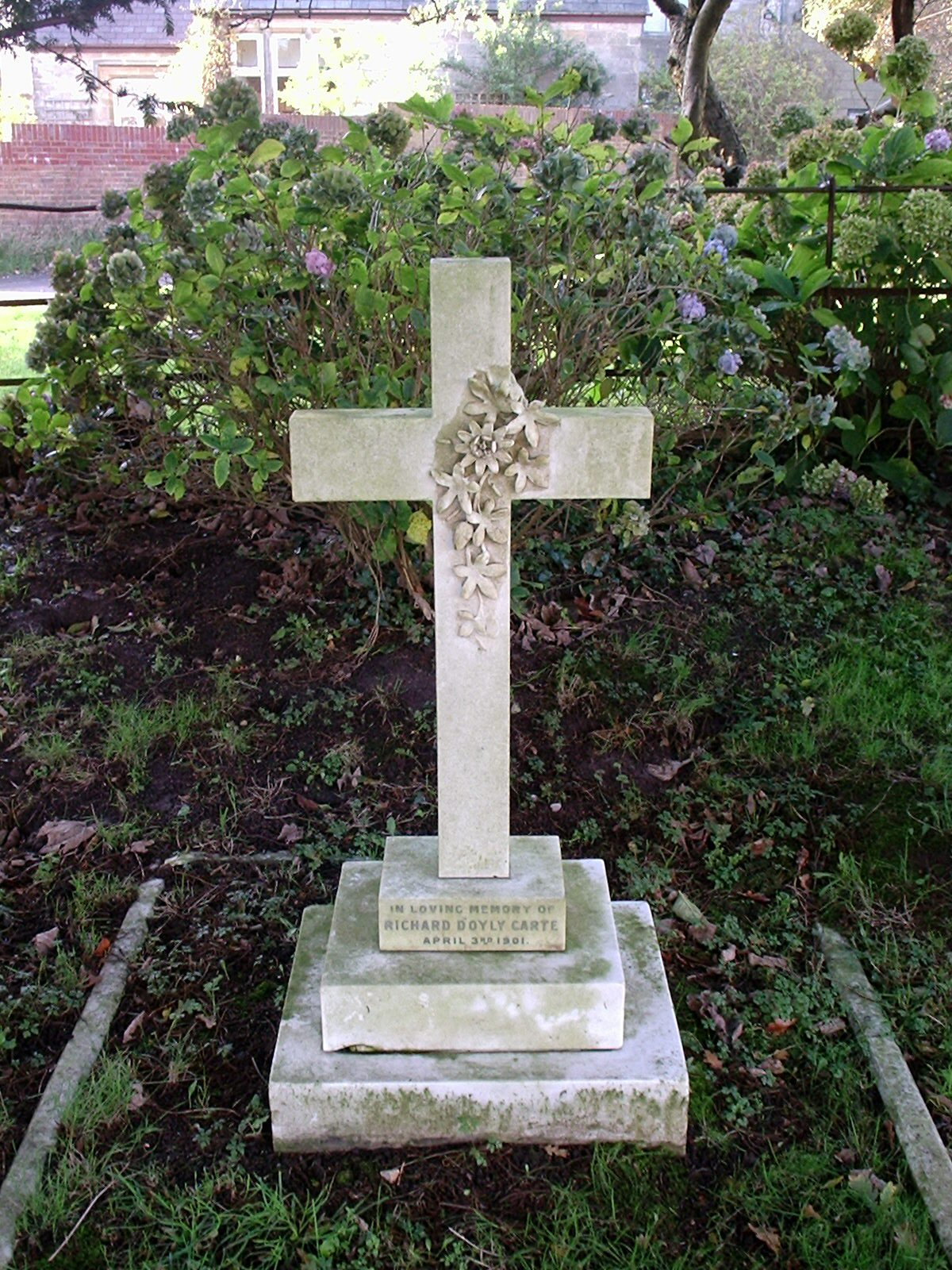
Cartes Grab in Fairlight, East Sussex

Während der Aufführung von The Gondoliers entdeckte Gilbert, dass Carte die Wartungskosten des Savoy Theatre nicht selber trug, sondern mit der Teilhaberschaft finanzierte. Daraufhin strengte Gilbert ein Gerichtsverfahren gegen Carte an, aus dem er erfolgreich hervorging. Die Partnerschaft von Carte, Gilbert und Sullivan litt unter diesem Ereignis. Carte eröffnete Anfang 1891 das Royal English Opera House, das als Zentrum für eine neue Reihe großer englischer Opern vorgesehen war. Diese Hoffnung erfüllte sich jedoch nicht, mit Ausnahme von Sullivans einziger großer Oper, Ivanhoe. Das Opernhaus wurde später zum Varietétheater umgebaut und später als Palace Theatre bezeichnet.
Trotz des Zerwürfnisses zwischen Carte und Sullivan auf der einen und Gilbert auf der anderen Seite fanden die Teilhaber nach einer dreijährigen Unterbrechung wieder zusammen. Die vorletzte Gilbert-und-Sullivan-Operette, Utopia, Limited, war vergleichsweise wenig erfolgreich. Die letzte Operette, The Grand Duke, wurde nur 123 mal aufgeführt und war Gilbert und Sullivans einziger finanzieller Misserfolg. Cartes Operngesellschaft erlitt in den 1890er Jahren weitere Rückschläge, während sein Hotelunternehmen florierte. Da Cartes Gesundheitszustand sich verschlechterte, übernahm seine Frau Helen mehr und mehr Verantwortung für die Operngesellschaft. Carte verstarb in seinem Haus in London an einem Ödem und Herzversagen. Er hinterließ ein Vermögen von 250.000 Pfund. Bis zu ihrem Tod 1913 kontrollierte seine Frau Helen das Familienimperium. Anschließend führte sein Sohn Rupert D’Oyly Carte die Unternehmungen.